# Oliver Bendt
Oliver Bendt, eigentlich Jörg Knoch (* 29. Oktober 1946 in Potsdam), ist ein deutscher ehemaliger Kinderdarsteller und Sänger. Er ist Gründer der international erfolgreichen Goombay Dance Band, aus der er sich Ende 2016 in den Ruhestand zurückgezogen hat.

## Leben
Jörg Knoch wuchs als Sohn einer Schauspielerin in München auf und spielte dort in Kinderrollen in verschiedenen Filmen, darunter Königswalzer (1955) sowie Weil du arm bist, mußt du früher sterben (1956). Hierzu erhielt er ersten Geigen-, Klavier- und Gitarrenunterricht.
Er wurde Mitglied der Regensburger Domspatzen, wo er eine sängerische Ausbildung erhielt, und absolvierte ein Gesangsstudium an der Hochschule für Musik und Theater Hamburg. 1967 bewarb er sich beim Ralf Arnie Musikverlag als Nachwuchssänger und nahm hier unter dem Namen „Jörg“ 1967 und 1968 insgesamt vier Single-Schallplatten auf. Die von Klaus Lorenzen produzierten Titel lauteten unter anderem Du sollst meine letzte Liebe sein, Mariangela, Treusein ist bei Dir nicht schwer, Heute musst du dich entscheiden, Versuch’s noch einmal mit mir. In der gleichen Zeit sang er bei der deutschen Produktion des Musicals Hair mit.
Später nannte er sich dann Oliver Bendt und hatte größeren Erfolg mit Coverversionen englischer Schlager, darunter:

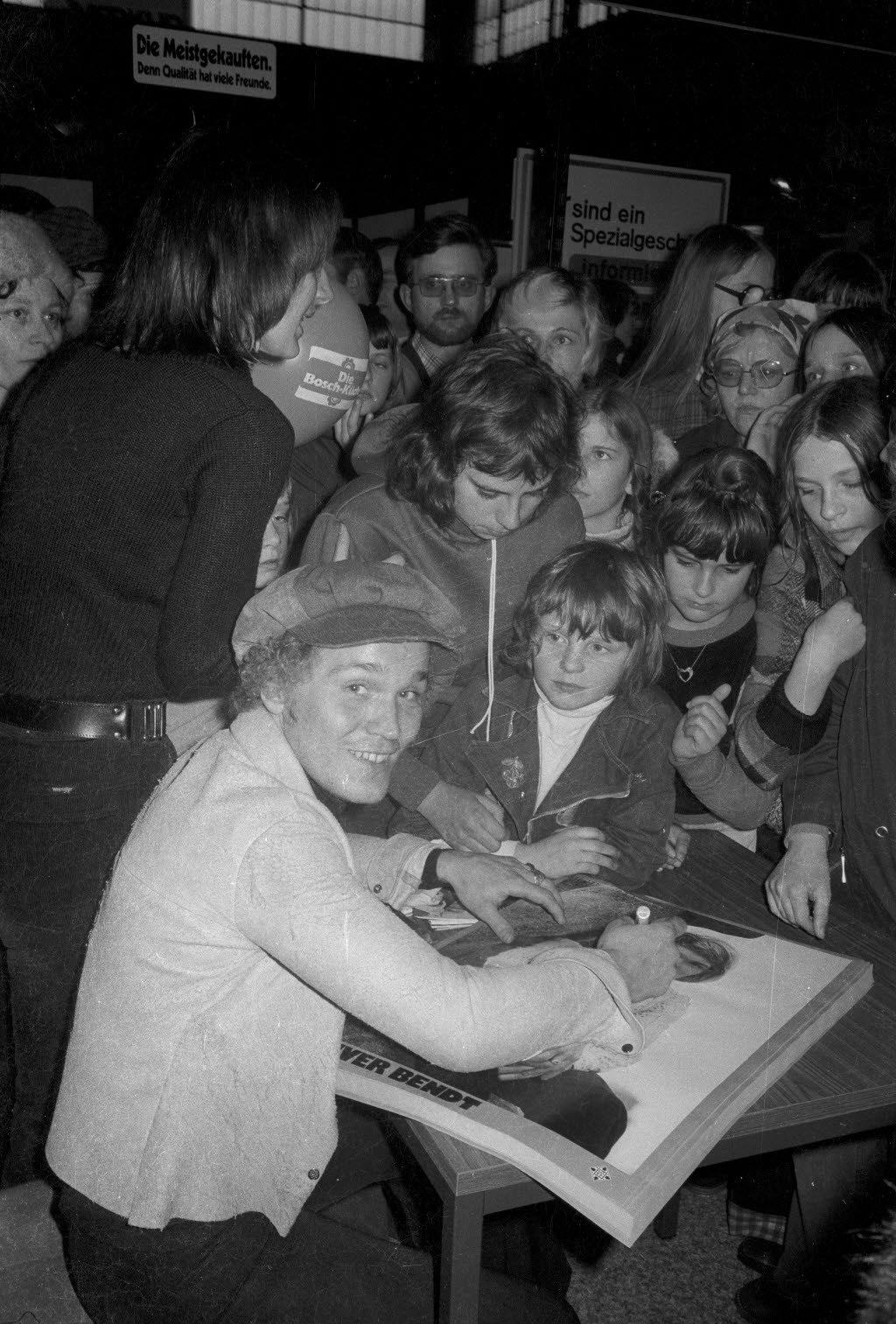
Oliver Bendt bei einer Autogrammstunde, 1975

- Was ich tat, tat ich nur für Maria, 1971 (I did what I did for Maria, Tony Christie)
- Ich komm’ zurück nach Amarillo, 1971 (Is This the Way to Amarillo?, Tony Christie, 1971)
- Mein Lied für Maria, 1972 (My special Prayer, Joe Simon, 1966)
- Oh, Marie, 1974 (Tale of Maria, José Feliciano, 1973)

Ende der 1970er Jahre lebte er für einige Zeit auf der karibischen Insel St. Lucia. Hier entstand die Idee für die Goombay Dance Band, die ihm 1979/1980 seine größten Erfolge brachte. Der größte Erfolg in Deutschland wurde das Lied Sun of Jamaica. Die Single wurde über zehn Millionen Mal verkauft. International wurde sie noch von Seven Tears (1982) übertroffen, der Titel war im Vereinigten Königreich zwölf Wochen lang in den Charts, davon drei Wochen auf Platz eins. Anschließend tourte er mit der Goombay Dance Band bis Ende 2016, als er sich kurz nach seinem 70. Geburtstag in den Ruhestand zurückzog.
Oliver Bendt lebt mit seiner Familie in Norderstedt bei Hamburg. Die Sängerin Yasmin K. (Yasmin Knoch) ist seine Tochter.